# Municipio de Clay (Indiana)
El municipio de Center (en inglés: Center Township) es un municipio ubicado en el condado de Dearborn en el estado estadounidense de Indiana. En el año 2010 tenía una población de 5318 habitantes y una densidad poblacional de 180,92 personas por km².

## Geografía
El municipio de Center se encuentra ubicado en las coordenadas 39°3′18″N 84°54′31″O / 39.05500, -84.90861. Según la Oficina del Censo de los Estados Unidos, el municipio tiene una superficie total de 29.39 km², de la cual 27.84 km² corresponden a tierra firme y (5.27%) 1.55 km² es agua.

## Demografía
Según el censo de 2010, había 5318 personas residiendo en el municipio de Center. La densidad de población era de 180,92 hab./km². De los 5318 habitantes, el municipio de Center estaba compuesto por el 97.52% blancos, el 0.43% eran afroamericanos, el 0.38% eran amerindios, el 0.34% eran asiáticos, el 0.06% eran isleños del Pacífico, el 0.49% eran de otras razas y el 0.79% pertenecían a dos o más razas. Del total de la población el 1.56% eran hispanos o latinos de cualquier raza.